# تاكايوكي أومي
تاكايوكي أومي (باليابانية: 近江孝行؛ بالكانا: オウミ タカユキ) هو لاعب كرة قدم ياباني في مركز الوسط، ولد في 6 أكتوبر 1982 في أوتسو في اليابان. لعب مع نادي أوكلاند سيتي ونادي سيدني أوليمبيك ونادي طيران الهند.